# Vinařice (ort i Tjeckien, Mellersta Böhmen, lat 50,18, long 14,09)
Vinařice är en ort i Tjeckien.   Den ligger i regionen Mellersta Böhmen, i den centrala delen av landet, 25 km väster om huvudstaden Prag. Vinařice ligger 353 meter över havet och antalet invånare är 1 739.
Terrängen runt Vinařice är lite kuperad.Runt Vinařice är det mycket tätbefolkat, med 1 411 invånare per kvadratkilometer. Närmaste större samhälle är Kladno, 3,3 km söder om Vinařice. Trakten runt Vinařice består till största delen av jordbruksmark.